# Chuck Behler
Charles Conrad „Chuck“ Behler (13. června 1965, Livonia, Michigan) je americký hudebník, který byl v letech 1987–1989 bubeníkem thrashmetalové kapely Megadeth. Se skupinou nahrál studiové album So Far, So Good… So What! a objevil se v dokumentu The Decline of Western Civilization Part II: The Metal Years. Před působením v Megadeth hrál v několika menších kapelách, např. The Meanies a Sinclair.
Frontman Megadeth, Dave Mustaine, se z Behlerem znal ještě před tím, než ho přijal jako člena – Behler pracoval jako technik předchozího bubeníka Gara Samuelsona. Behler byl nakonec kvůli své drogové závislosti vyhozen a nahradil ho také jeho technik, Nick Menza.